# Rhiannon Lassiter
Rhiannon Lassiter, född 9 februari 1977 i London, är en brittisk författare. Hon bor och arbetar för närvarande i Oxford. Hon är mest känd för sin trilogi Hex. Trilogin innehåller Hex, Hex-Shadows och Hex-Ghosts. 
Lassiter har totalt skrivit 17 böcker sedan debuten 1998.
Rhiannon Lassiter är dotter till barnboksförfattaren Mary Hoffman.

### Hex-trilogin
- Hex
- Hex-Shadows
- Hex-Ghosts

### Right of Passage
- Borderland
- Outland
- Shadowland
- Heartland
- Lands End